# West Highland Way
West Highland Way er en langdistance vandresti i Skotland. Den er 152 km (95 mile) lang, og strækker sig fra byen Milngavie nord for Glasgow til Fort William i det skotske højland. Ruten ændrer gradvis karakter fra de fladere strækninger langs søen Loch Lomond til mere øde vandring gennem de bakkede mose og hedelandskaber i udkanten af Rannoch Moor inden der sluttes af med vandring gennem det mere bakkede skotske højland omkring Glen Coe og op mod området lige syd for Ben Nevis, Storbritanniens højeste bjerg (1344 m).
West Highland Way opretholdes ligeligt af West Dunbartonshire Council, Stirling Council, Argyll and Bute Council, Highland Council samt Loch Lomond and the Trossachs National Park Authority. Omkring 85.000 mennesker begiver sig hvert år ud på ruten.
Vandrestien er anlagt på en række forskellige ældre vejanlæg og stisystemer, herunder traditionelle kvægruter, militærveje og andre lokale veje og stisystemer. Hele turen vil typisk kunne gennemføres på syv dagsmarcher, der traditionelt foretages fra syd, fra startpunktet i Milngavie, såfremt hele turen agtes gennemført, eller fra et af de senere startpunkter, såfremt kun en del af ruten gennemføres. På denne måde vil vandrere ikke blot have solen i ryggen under hele turen, men også opleve, hvorledes turen bliver gradvis mere udfordrende for hver etape.

## Byer, landsbyer eller hoteller undervejs
Vandrestien West Highland Way fører gennem følgende byer (anført med afstand fra startpunktet i Milngavie på den traditionelle vandreretning fra Milngavie i syd mod Fort Wiliam i nord):
- Milngavie
- Beech Tree Inn, Glengoyne (og forbi Glengoyne whisky destilleri)
- Drymen
- Balmaha, Loch Lomond; 30 km (19 miles)
- Rowardennan, Loch Lomond; 44 km (27 miles)
- Inversnaid, 54 km (34 miles)
- Inverarnan, 64 km (40 miles)
- Crianlarich, 75 km (47 miles)
- Tyndrum, 85 km (53 miles)
- Bridge of Orchy, 95 km (59 miles)
- Inveroran, 99 km (62 miles)
- Kings House Hotel (nær byen Glen Coe), 115 km (71 miles)
- Kinlochleven, 130 km (81 miles)
- Fort William, 152 km (95 miles)

## West Highland Way Race
Hvert år omkring Sankt Hans (dvs. lige omkring årets længste dag) afholdes et ultraløb (el. ultramarathonløb), der omfatter den fulde distance af Weat Highland Way, dvs. 152 km. Løbet, der følger den traditionelle retning fra syd mod nord, er blevet løbet i sin nuværende form siden 1991. Løbet starter lige efter midnat, kl. 01.00 en lørdag i sidste halvdel af Juni, hvorefter løberne skal gennemføre løbet og nå frem til målet i Fort William inden der er gået 35 timer. Rekordholder for mænd er englænderen Jez Bragg, der den 24. juni 2006 gennemførte de 152 km i tiden 15 timer 44 min 50 sek. Kvindernes rekord indehaves af Lucy Colquhoun med en tid på 17 timer 16 min 20 sek., som hun opnåede under løbet i 2007.

## Eksterne links
- West Highland Way – officiel website
- West Highland Way Race – officiel website Arkiveret 31. maj 2020 hos  Wayback Machine

- Wikimedia Commons har flere filer relateret til West Highland Way

56°23′16″N 4°38′04″V / 56.3877°N 4.6344°V